# Biskra
Biskra (em árabe: بسكرة) é uma comuna localizada na província de Biskra, no norte da Argélia. Segundo o censo de 2008, a população total da cidade era de 64 781 habitantes.